# Giorgio Ugo Augosto Ostrogovich
Giorgio Ugo Augosto Ostrogovich (n. 23 aprilie/ 6 mai 1904, București, d. 13 iunie 1984, Roma) a fost un chimist român, membru corespondent al Academiei Române.